# 中村郵便局 (静岡県)
中村郵便局（なかむらゆうびんきょく、英語: Nakamura Post Office）は、静岡県掛川市にある郵便局。

## 概要
静岡県掛川市中に設置された郵便局である。郵便局が立地している大字の「中」は、かつて静岡県小笠郡中村の大字であり、もともとは静岡県城東郡中村であったことから、それが局名の由来となっている。

## 沿革
2021年（令和3年）の「東京2020パラリンピック競技大会」での杉浦佳子の活躍を称えて、内閣官房東京オリンピック・パラリンピック推進本部事務局と日本郵便の「ゴールドポストプロジェクト」によりゴールドポストが設置されることになった。2022年（令和4年）2月10日にゴールドポスト除幕式が挙行された。

## 取扱内容
- 郵便[5]、印紙[5]、ゆうパック[5]、国際郵便[5]、e発送サービス[5]、キャッシュレス[5]
- 貯金[6]、貯金担保自動貸付け[6]、為替[6]、振替[6]、振込（他の金融機関口座への送金）[6]、国債[6]、口座貸越サービス[6]、貯金小切手の振出[6]、簡易払い[6]、JP BANKカード（クレジットカード）[6]、通帳取り扱い（ATM）[6]、硬貨での取り扱い（ATM）[6]、払込用紙による通常払込み（ATM）[6]、ICキャッシュカード・通帳の磁気修復（ATM）[6]、二次元コードによる税公金支払い（ATM）[6]
- 生命保険[7]、バイク自賠責保険[7]、がん保険[7]